# Märket
Märket är ett skär i Södra Kvarken som sedan freden i Fredrikshamn 1809 anges definiera gränsen mellan Sverige och Finland. Enligt Ålandskonventionen som fastställdes år 1921 går gränsen mellan Sverige och Finland genom mittpunkten på skäret, vilket gör ön till en av världens minsta havsöar med delat territorium. Gränsdragningen justerades år 1985.
Fyren avbemannades i slutet av år 1976, och skäret saknar sedan dess permanent befolkning. 
Finlands fyrsällskap hyrde fyren somrarna 2007–2009 och påbörjade dess restaurering. År 2010 ingick Finlands fyrsällskap ett 10-årigt hyresavtal. Besökare guidas i fyren under sommaren.

## Geografi

Märket med gränsen efter gränsdragningen 1985.

Märkets läge (inringat) invid Åland (till höger).

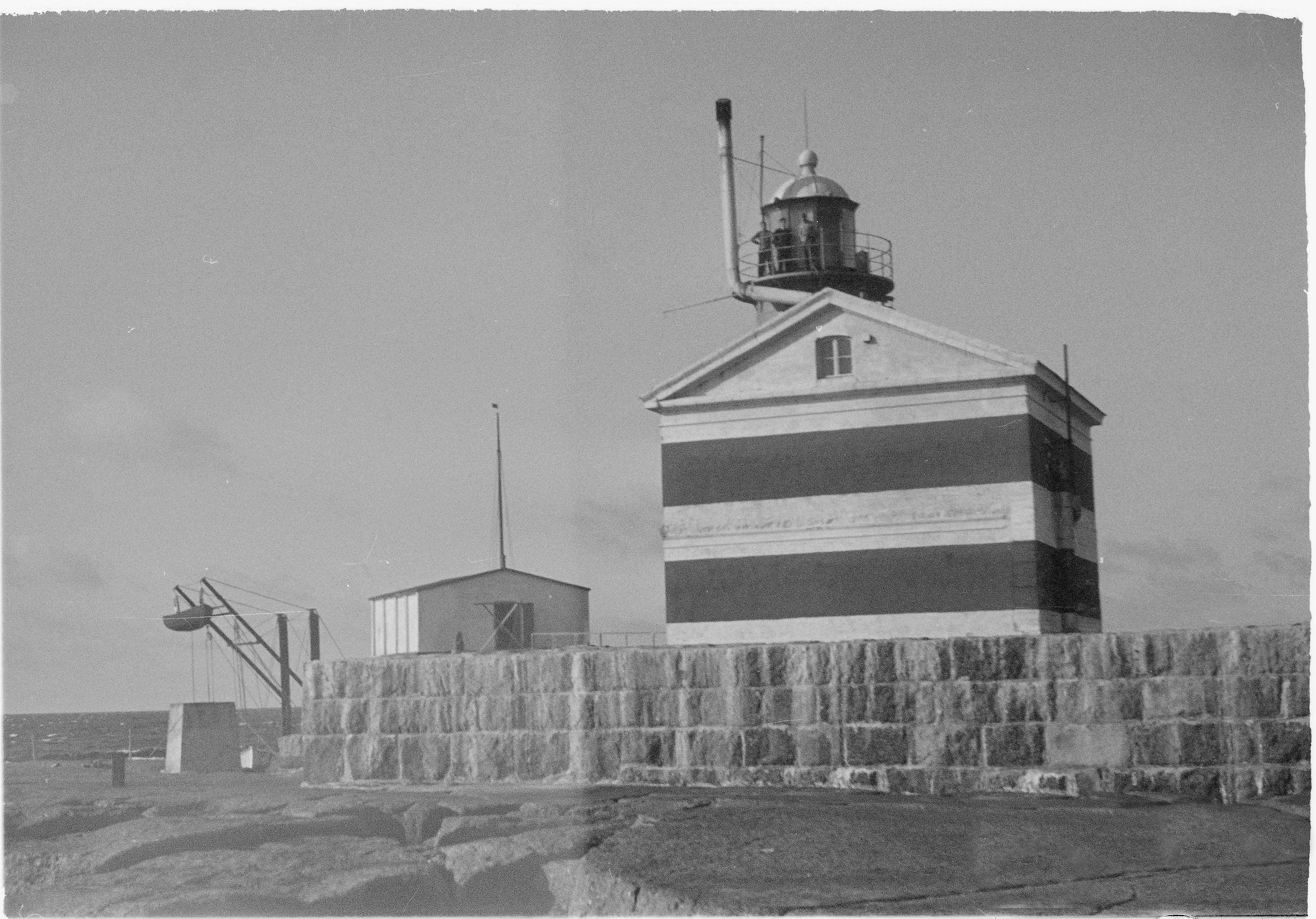
Märkets fyr och bostad år 1942.

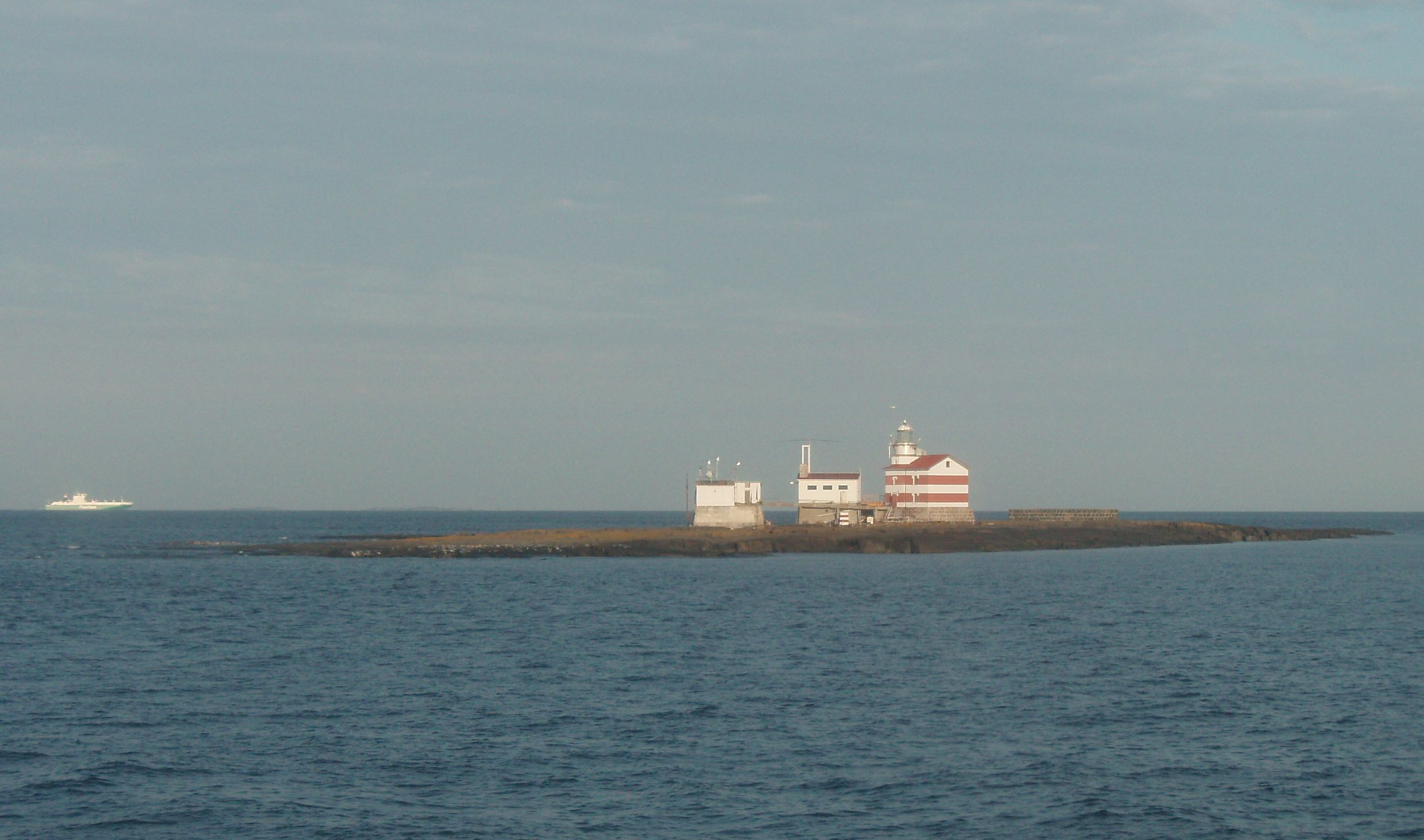
Ön

Märket ligger norr om Ålands hav och väster om Åland. Skäret, som är cirka tre hektar stort, delas mellan Finland och Sverige i två ungefär lika stora delar. Det finländska territoriet på Märket tillhör Eckerö socken[källa behövs] men ligger i Hammarlands kommun på Åland. Finlands västligaste punkt ligger på Märket. Den svenska delen ligger i sin tur på gränsen mellan Norrtälje kommun och Östhammars kommun, i Stockholms respektive Uppsala län.
I Södra Kvarken går inloppet till Bottenhavet mellan Märkets fyr och fyren Understen 6,5 distansminuter väst-syd-väst därom. Avståndet mellan Märket och det åländska Signilskär i syd-ost är 7,5 distansminuter.

## Historia
Under 1800-talets första decennier väcktes flera förslag om att det skulle uppföras ett fast sjömärke på Märket. År 1862 restes en cirka 10 meter hög stång med en tunna i toppen. Märkets fyr, som ritades av Georg Schreck, byggdes på ryskt initiativ 1885, men låg fram till 1980-talet på svenskt territorium strax väster om skärets mittpunkt. Den har trots denna placering på den svenska sidan av gränsen aldrig administrerats från Sverige eller uppfattats som svensk. Under 1980-talet bestämdes det att det skulle ske en gränsjustering, som skulle få till resultat att fyren stod i Finland. Vid den nya gränsdragningen, som ratificerades 1985, drogs gränsen om så fyren och området i dess omedelbara närhet blev finländskt territorium. Ett motsvarande område av den finska delen av skäret blev svenskt. Man ville inte ändra ländernas areal och inte heller deras kustlinje (av fiskeskäl).
Passkontroll och gränskontroller har aldrig funnits på Märket. Fritidsbåtar som kommer från andra länder kan behöva anmäla sig i en hamn (alltså inte Märket) enligt de vanliga reglerna. Betydelsen av gränsen har växlat under årens lopp. Genom Nordiska passunionen avskaffades gränskontrollerna för nordiska medborgare. Numera är gränskontrollerna avskaffade också för andra, då både Sverige och Finland är med i EU och Schengensamarbetet.

## Radioamatörer
Märket är för radioamatörer ett eget radioland (engelska DXCC entity). Eftersom Märket ägs av finska staten, men Åland, som genom sitt självbestämmande är ett eget radioland, ligger emellan så räknas den finska sidan av ön som ett separat land. Market reef godkändes som ett eget radioland i slutet av 1960-talet. Formellt används prefix OH0 för hela Åland inklusive den östra delen av Märket, men man kan få, mot avgift, ett tillstånd att använda prefix OJ0. En av fyrvaktarna på ön blev sändaramatör i samband med den första DX-peditionen år 1969. Den svenska sidan av ön, som inte är ett eget radioland utan räknas som Sverige, aktiverades ett par gånger med signalen SI8MI, som förvaltas av Täby Sändaramatörer, TSA.